# Eric Jonas Almquist
Eric Jonas Almquist, född den 2 februari 1729 i Täby församling, Stockholms län, död den 15 mars 1808 i Tierps församling, Uppsala län, var en svensk präst, författare och riksdagsman, far till Erik Abraham Almquist och Carl Gustaf Almquist.
Almquist skrevs redan vid tolv års ålder in som student vid Uppsala universitet. Han blev 1752 filosofie magister i Uppsala, 1757 docent i teologi och senare teologie kandidat. Han prästvigdes 1759 samt blev 1766 lektor vid gymnasiet i Gävle och 1774 kyrkoherde i Vendels socken, 1779 teologie doktor och 1789 kyrkoherde i Tierp.
I sin ungdom hade han tre gånger varit föreslagen till adjunkt i teologiska fakulteten. År 1790 utnämndes han utan egen ansökan till professor i dogmatik med bibehållande av Tierps pastorat som prebende. Åren 1778, 1786 och 1792 var han riksdagsman.
Almquist är bekant för sin omfattande teologiska lärdom i förening med en djupt personlig fromhet. I motsats till många samtida präster tog han inte intryck av den tyska neologin och rationalismen. Hans verksamhet innebar ett uppsving för undervisningen vid en fakultet, vars professorer, eftersom den var den förnämsta vid universitetet, inte alltid var teologer av facket.
Samuel Ödmann yttrade också om den lärohandbok, Commentarius, theses theologiæ dogmaticæ Jo. Aug. Ernesti, observationibus dogmaticis, exegeticis et polemicis illustrans, som Almquist 1804 utgav, att det är "en bok, af hvilken teologie doktorer kunna mycket lära". Detta arbete utgjorde länge källan för den dogmatiska bildningen i Sverige. Bland hans skrifter må dessutom nämnas Inledning till den Heliga skrifts läsning (1775). Detta arbete utgör ett vittnesbörd om författarens självständighet och på samma gång om hans djupa vördnad för Guds ords auktoritet.